# Urbain de Miolans
Urbain de Miolans est un religieux bénédictin savoyard du XVe siècle et XVIe siècle, appartenant à la famille de Miolans.

## Biographie

### Origines
La date de naissance d'Urbain de Miolans est inconnue. Il est le fils du seigneur Anthelme de Miolans, maréchal de Savoie, et de sa seconde épouse, Gilberte de Polignac. Il a deux autres frères, Louis, héritier du titre de baron de Miolans, futur maréchal de Savoie, et Claude-Jacques, futur bailli de Savoie.

### Obtention de nombreux offices
Urbain de Miolans obtient de nombreux offices. Il est prieur de Talissieu, de Saint-Robert et de Saint-Nazaire dans le diocèse de Grenoble. Il est chanoine et archidiacre de Valence, ainsi que prévôt de Saint-André de Grenoble. Il est nommé abbé commendataire de Saint-Étienne de Verceil, de Caramagne, de Saint-Rambert-en-Bugey, jusqu'en 1503 et de Saint-Michel-de-la-Cluse, de 1503 à 1522. Il est également cité comme prévôt de la collégiale Saint-André de Grenoble.

### Une carrière épiscopale contrariée
Dans le conflit qui oppose le roi de France, François Ier et le duc Charles III de Savoie, quant à l'autorité sur le duché, le religieux est devenu un enjeu malheureux. Alors protonotaire apostolique, chanoine et archidiacre de Valence, Urbain de Miolans a vingt-six ans lorsqu'il est élu — seize voix sur vingt-cinq électeurs — par les chanoines pour devenir évêque de Valence et de Die, en 1505.
N'étant pas prêtre, les électeurs du candidat royal, Charles de Tournon, s'opposent aux résultats. L'archevêque métropolitain de Vienne et le parlement de Grenoble s'y opposent. Charles de Tournon meurt au cours de l'année.
Le roi intervient afin que son second favori pour l'élection, Gaspard de Tournon, parvienne sur le siège épiscopal.
En 1515, lorsque le duc de Savoie, Charles III souhaite faire ériger sa capitale, Chambéry, en siège métropolitain, il désigne Urbain de Miolans comme évêque. Cependant, l'évêque de Genève conteste et le roi de France annule la bulle pontificale de Léon X,,.
Il est élu, en 1523, évêque de Mondovi.
Urbain de Miolans se retire, après cet épisode, à Valence, où il semble mourir. Il teste le 23 avril 1523 en faveur de sa nièce, Claude/Claudine de Miolans, épouse de Guillaume de Poitiers, baron de Sérignan.